# Batrachedra
Batrachedra ist eine Gattung der Schmetterlinge aus der Familie der Batrachedridae.

## Merkmale
Die Falter sind glatt beschuppt. Die Fühler erreichen 4/5 der Vorderflügellänge und haben ein kurzes Basissegment. Die Labialpalpen sind gestreckt. Das zweite Segment erscheint manchmal durch an der Unterseite abstehende Schuppen verdickt. Das dritte Segment ist etwas kürzer als das zweite und nach oben gewinkelt. Die Vorderflügel sind schmal, länglich oder länglich lanzettlich und haben vier Radialadern. Die Vertreter der Gattung Batrachedra werden auch häufig zur Gattung Coleophora gestellt.
Bei den Männchen ist der Uncus lang und zugespitzt, gelegentlich auch hakenförmig. Das Tegumen ist groß und verjüngt sich distal. Der Gnathos ist groß, ebenso lang wie der Uncus und spatelförmig. Die Valven sind lang und schlicht, distal gerundet oder zugespitzt. Der Sacculus ist gut ausgebildet. Die Anellus-Lappen sind markant und haben eine knollige bis spatelartige Form. Das Vinculum ist schmal. Die Gestalt des Aedeagus reicht von kurz und kompakt bis sehr lang und schlank. Cornuti sind vorhanden oder können fehlen.
Bei den Weibchen sind die Apophysen ungefähr gleich lang. Die Apophyses anteriores sind an der Basis häufig gegabelt. Das Antrum ist an der Basis trichterförmig. Der Ductus bursae ist schmal und innen teilweise mit Nadeln versehen. Das Corpus bursae ist eiförmig oder oval und besitzt häufig ein großes, mit Nadeln besetztes, plattenförmiges Signum.

## Verbreitung
Batrachedra  ist eine artenreiche Gattung mit weltweiter Verbreitung. Die meisten Vertreter sind in der Nearktis, in der Neotropis und in der orientalischen Region beheimatet.

## Biologie
Die Raupen sind Minierer oder leben in Samen, Kätzchen oder Knospen. Eine Art – Batrachedra parvulipunctella – lebt symbiotisch in Schildlauskolonien von Aclerda berlesei oder anderen Arten.

## Systematik
In Europa ist die Gattung mit drei Arten vertreten.
- Batrachedra amydraula Meyrick, 1916 (Nordafrika, Naher Osten, Mittlerer Osten)
- Batrachedra parvulipunctella Chrétien, 1915 (Südeuropa, Nordafrika)
- Batrachedra pinicolella (Zeller, 1839) (Europa, Sibirien)
- Batrachedra praeangusta (Haworth, 1828) (Europa)